# Serrat del Bosc de Burg
El Serrat del Bosc de Burg és una serra situada al municipi de Farrera a la comarca del Pallars Sobirà, amb una elevació màxima de 2.205 metres.